# Her Story
Her Story é um jogo eletrônico do gênero filme interativo desenvolvido por Sam Barlow. Ele foi lançado para Microsoft Windows, OS X e iOS em 24 de junho de 2015 e para Android um ano depois. Na história, os jogadores interagem com um banco de dados de vários pequenos clipes em vídeo de entrevistas policiais conduzidas durante a investigação do desaparecimento de um homem. As entrevistas focam-se em Hannah Smith, a esposa do desaparecido, interpretada por Viva Seifert.
O jogo foi o primeiro projeto de Barlow como desenvolvedor independente. Ele queria criar um título dependente da narrativa, evitando trabalhar no jogo até ter estabelecido uma ideia possível de ser executada. Barlow eventualmente decidiu desenvolver um jogo de investigação procedural e incorporar imagens reais. Ele realizou pesquisas ao assistir várias entrevistas policiais, descobrindo temas recorrentes nas respostas dos suspeitos e decidindo incorporar ambiguidade na investigação da história.
Her Story foi aclamado pelos críticos ao ser lançado, com muitos elogios sendo direcionados para sua narrativa, interpretação de Seifert e mecânicas de jogabilidade não convencionais. O título vendeu mais de cem mil cópias e foi indicado a diversos prêmios de final de ano, incluindo em categorias de Jogo do Ano por parte de várias publicações especializadas.

## Jogabilidade
Her Story é um filme interativo que se foca em uma série de sete entrevistas policiais ficcionais realizadas em 1994. O jogador é apresentado assim que o jogo começa a um antigo desktop de computador que contém vários arquivos e programas. Dentre os programas estão arquivos em texto instrucionais, que explicam as mecânicas do jogo. O programa "L.O.G.I.C. Database" é um daqueles que está automaticamente aberto no desktop, permitindo que o jogador acesse vários clipes em vídeo no banco de dados policial, que no total são 271. Os clipes são de entrevistas policiais conduzidas com uma mulher britânica chamada Hannah Smith. É impossível assistir as entrevistas em sua totalidade, forçando o jogador a assistir pequenos clipes. Hannah responde perguntas desconhecidas para um detetive fora de cena, forçando o jogador a decifrar o contexto das respostas. As respostas de Hannah estão transcritas e o jogador encontra novos clipes ao procurar palavras no banco de dados a partir das transcrições, tentando resolver o caso ao juntar toda a informação. O jogador pode usar etiquetas que então transformam-se em palavras procuráveis enquanto selecionam os clipes. Um dos arquivos aberto no desktop é um verificador do banco de dados, permitindo que o jogador acompanhe a quantidade de clipes que já assistiu; quando um clipe é visto, seu ícone correspondente passa de vermelho a verde. O desktop também contém um minijogo intitulado Mirror Game, baseado no jogo de estratégia de tabuleiro Reversi.

## Enredo
As fitas da entrevista mostram uma mulher que se apresenta como Hannah Smith, cujo marido Simon desapareceu e depois foi encontrado assassinado. Hannah admite que os dois tinham um relacionamento difícil, porém possui um álibi que a coloca em Glasgow após a última discussão. Após novos pedaços de entrevistas serem descobertos, é revelado que "Hannah" é na verdade duas pessoas: Hannah e Eve, gêmeas idênticas separadas no nascimento pela parteira. As duas não descobriram sobre a existência da outra até anos depois, ponto em que decidiram agir como uma única pessoa, mantendo um diário comum e um conjunto de regras definindo suas ações como "Hannah".
Hannah começou a namorar Simon, quem conheceu no trabalho. Hannah dorme com Simon, contrariando as regras, e fica grávida, algo que não satisfaz Eve, que se esforça para engravidar também porém não consegue; Hannah aborta no oitavo mês. Eve vai morar longe de Hannah enquanto esta passa a morar junto com Simon. Ele se encontra com Eve em um bar anos depois. Os dois começam um caso e Eve fica grávida, porém nessa época Hannah está estéril. Simon presenteia Hannah com um espelho artesanal no aniversário das irmãs, porém eles discutem e Hannah revela que tem uma irmã que está grávida; Simon percebe que é o pai. As duas irmãs brigam no dia seguinte e Eve foge para Glasgow. Hannah confronta Simon usando a peruca de Eve. Simon lhe presenteia com outro espelho, sem saber que na verdade é Hannah. Ela fica furiosa, quebrando o espelho e acidentalmente enfiando-o no pescoço de Simon. Eve retorna e as duas concordam em esconder o corpo, usando a viagem de Eve para Glasgow como álibi. Eve comenta ao final das entrevistas que Hannah "se foi", pede para ver um advogado e comenta que "todas essas histórias que estamos contando entre nós ... são isso ... histórias". Não fica totalmente claro se a história das gêmeas idênticas é verdade, uma invenção intencional com o objetivo de confundir a polícia ou um caso de dupla personalidade.
Uma janela de conversa aparece perguntando ao jogador se já terminou quando ele descobre o suficiente da história. Assim que o jogador responde afirmativamente, é revelado que ele é Sarah, a filha de Eve. A janela de conversa pergunta se Sarah compreende as ações da mãe e pede para que se encontrem do lado de fora.

## Desenvolvimento

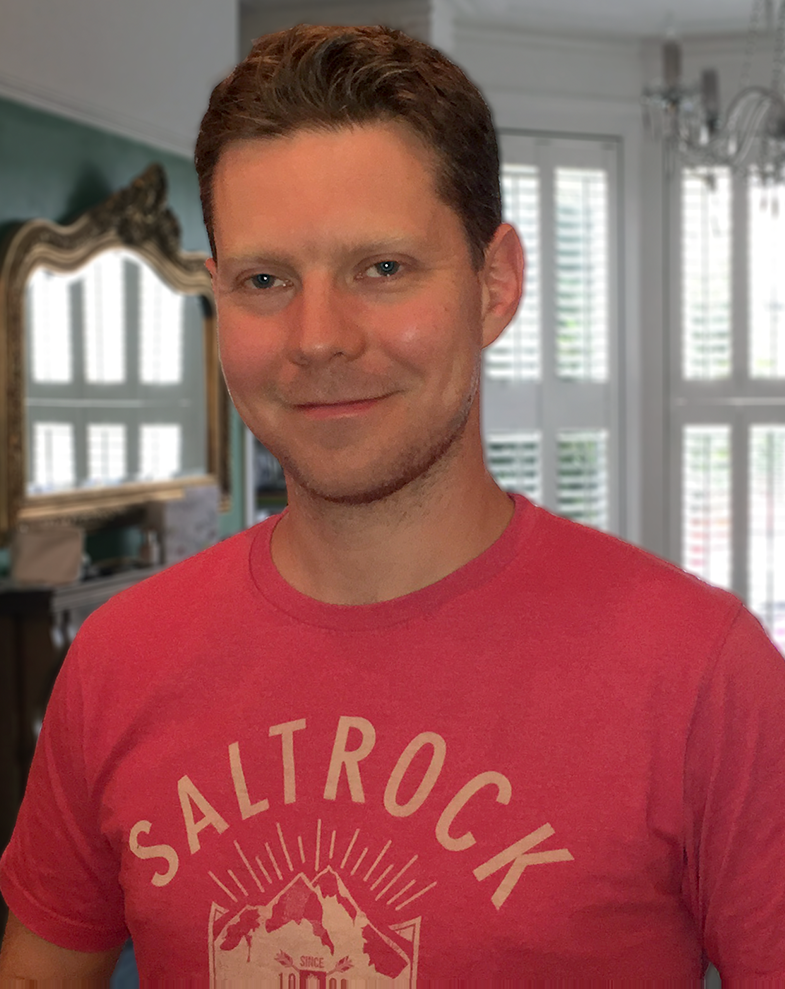
Sam Barlow deixou a Climax Studios e tornou-se um desenvolvedor independente para criar Her Story.

Her Story foi desenvolvido por Sam Barlow, que anteriormente tinha trabalhado em jogos como Silent Hill: Origins e Silent Hill: Shattered Memories na Climax Studios. Ele concebeu a ideia de um título procedural de investigação enquanto ainda estava no estúdio, porém decidiu tornar-se um desenvolvedor independente para criar o jogo e assim elaborar um título que fosse "profundo em história". Ele ficou frustrado por publicadoras rejeitarem ideias de jogos citando como razão o "realismo de pia de cozinha", achando que ficar independente lhe permitiria criar seu próprio jogo do tipo. Barlow também passou a desejar virar independente após jogar títulos como Year Walk e 80 Days. Ele evitou desenvolver qualquer coisa até conseguir ter uma ideia que fosse possível de ser executada: "Eu provavelmente poderia facilmente ter ido e feito um jogo de exploração de terror ... mas eu meio que sabia que haveria grandes concessões por causa de orçamento". Barlow gastou suas economias para trabalhar no jogo, lhe concedendo um prazo de um ano de desenvolvimento. Ele seguiu com o conceito de Her Story pois focava-se em uma "ambientação íntima, diálogos e interação de personagens", algo que frequentemente achava que estava ausente de jogos grandes. Barlow se sentiu particularmente inspirado em desenvolver Her Story depois de ver o apoio contínuo de seu jogo Aisle de 1999. Ele comparou o modo como Her Story desafia as convenções dos jogos com o movimento cinematográfico Dogma 95 e o filme Rope, dirigido por Alfred Hitchcock.
Her Story foi aprovado através da Steam Greenlight e foi financiado coletivamente pelo Indie Fund. Ele foi lançado em 24 de junho de 2015 para Microsoft Windows, OS X e iOS. Barlow queria lançar o jogo simultaneamente em todas as plataformas, já que ele não sabia onde os jogadores estariam: "Se eu tivesse ido para apenas uma eu teria perdido muito do público em potencial". Ele achou que jogar Her Story em dispositivos móveis era uma experiência de "sofá". Barlow também comentou que achou "natural" lança-lo para aparelhos portáteis, pois estes são regularmente usados para assistir vídeos e entrar na internet; tarefas similares são usadas como mecânicas de jogabilidade em Her Story. A resolução de tela menor no iPhone de 640×480 pixels contra os 800×600 colocaram dúvidas em Barlow sobre lançar o título nessa plataforma, porém ele foi influenciado a seguir em frente depois de comentários positivos na fase de testes. Esta fase perto do final do desenvolvimento permitiu que ele "equilibrasse alguns aspectos" e "polir os itens juntos". Uma versão para Android estreou em 25 de junho de 2016. Her Story usou o motor de jogo Unity.

### Projeto

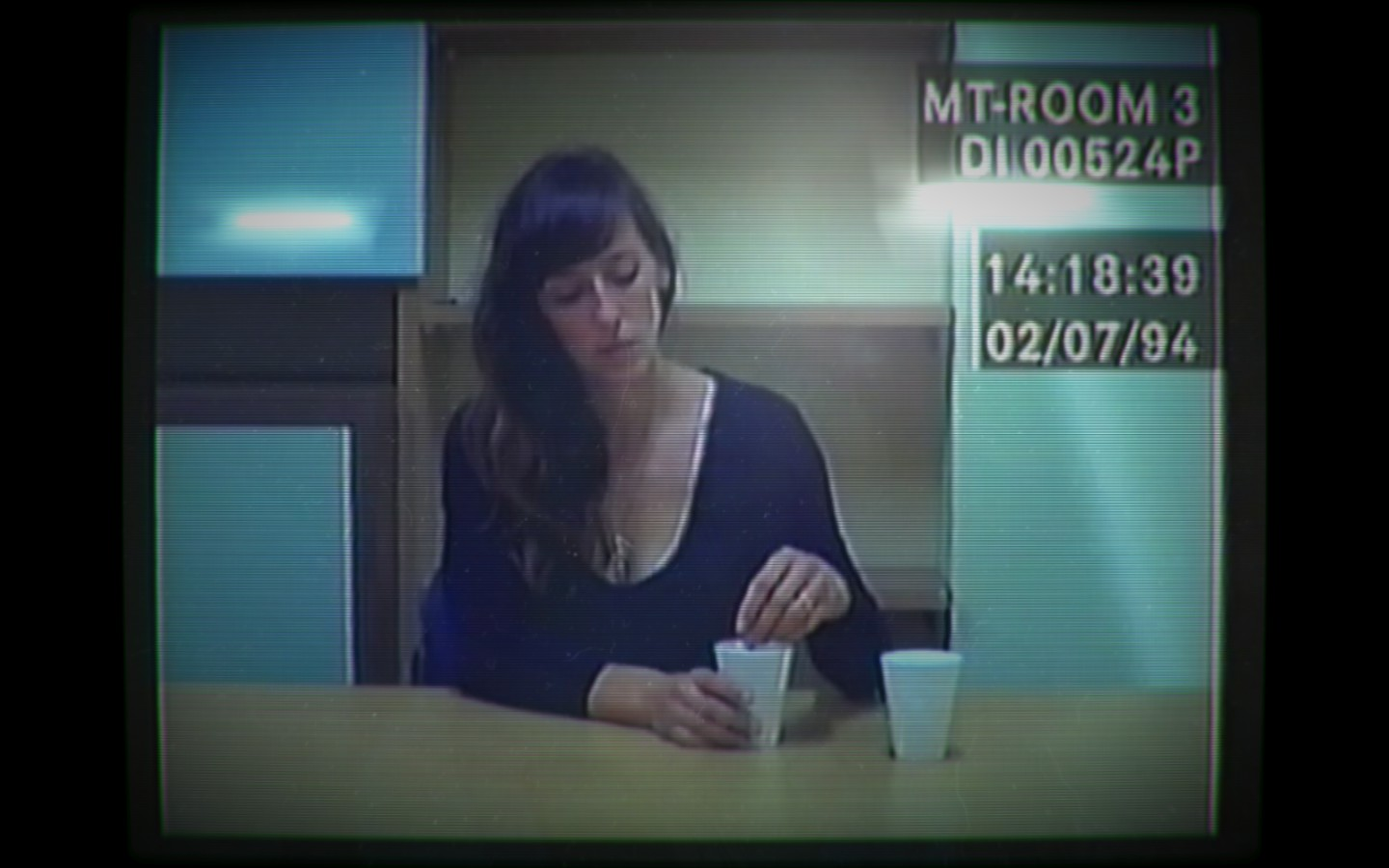
Barlow decidiu implementar filmagens reais depois de ficar frustrado com os desafios técnicos de traduzir a interpretação de um ator para o motor de jogo.

A primeira ideia de Barlow foi criar um jogo envolvendo entrevistas policiais, porém ele "não sabia exatamente o que isso significava". Ele então  concebeu a ideia de envolver filmagens reais e a capacidade de acessar essas imagens através de uma interface de banco de dados; Barlow descreveu a interface como sendo "parte Apple II, parte Windows 3.1 e parte Windows 98". O projeto da interface foi inspirado por sua apreciação do gênero de ficção procedural de investigação, comentando que "era muito legal o conceito de fazer do próprio computador um objeto de cena no jogo". Ele também comparou a mecânica de busca do jogo com o Google, querendo "seguir com a ideia" que os jogadores estariam "essencialmente" fazendo pesquisas no Google. O conceito de Her Story foi também inspirado pela série de televisão Homicide: Life on the Street, que Barlow achou que representava as entrevistas policiais como sendo uma "arena gladiatória para detetives". Ele fez a tela inicial do jogo ser intencionalmente "um pouco longa demais" com o objetivo de notificar os jogadores do ritmo lento que se seguiria dali em diante.
A decepção de Barlow com outros títulos de investigação lhe inspirou a trabalhar em Her Story: ele achou que L.A. Noire nunca lhe permitiu sentir como "o incrível detetive que estava tendo que ler coisas e seguir linhas de investigação", também falando que a série Ace Attorney era "rígida". Barlow adicionou elementos de jogabilidade mais típicos no começo do desenvolvimento, porém as mecânicas tornaram-se mais minimalistas à medida que a produção prosseguiu. O plano inicial para Her Story era que os jogadores trabalhassem rumo uma resolução definitiva, por fim resolvendo o crime. Entretanto, ao testar a conceito do jogo em transcrições de entrevistas policiais já existentes sobre o caso do assassino Christopher Porco, Barlow descobriu novos temas surgindo de dentro das entrevistas, particularmente relacionado ao conceito de dinheiro, que acabou sendo um dos principais fatores no julgamento de Porco. Ele pegou esse conceito de temas recorrentes e tópicos e decidiu "ir além da coisa claramente roteirizada". Barlow achou que o apelo da história era a ambiguidade da investigação, comparando o jogo com o podcast investigativo Serial, que ele escutou durante o desenvolvimento. Barlow achou que o atrativo de Serial era sua falta de solução definitiva, percebendo que as "pessoas tendem para certas interpretações ... o que deixa interessante é a extensão em que isto vive na sua imaginação".

### Narrativa

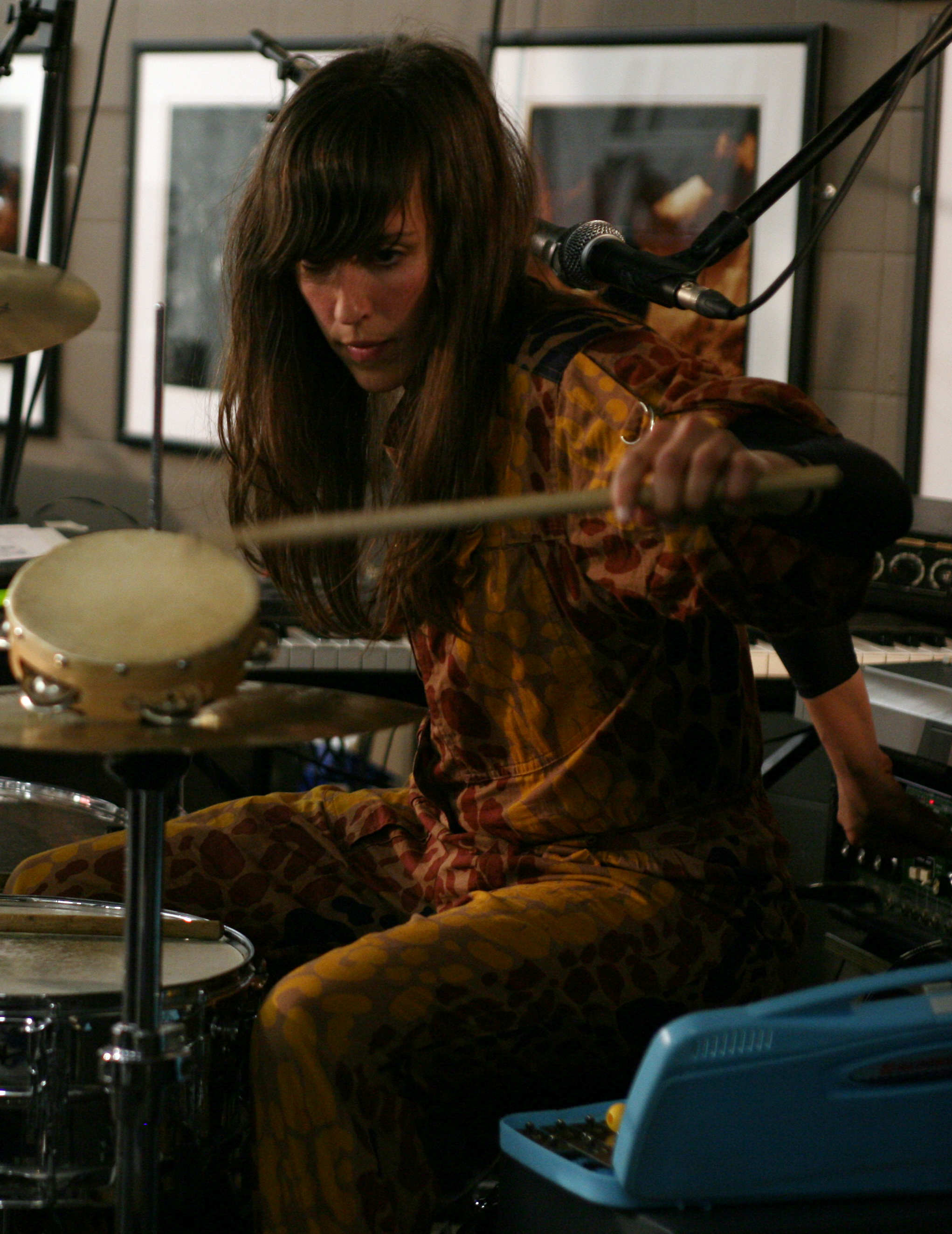
A musicista Viva Seifert foi escolhida para interpretar a protagonista de Her Story, tendo antes trabalhado com Barlow em Legacy of Kain: Dead Sun.

Barlow começou a desenvolver a história principal depois de conceber as mecânicas do jogo, realizando pesquisas e "deixando [a história] assumir vida própria". Ele colocou o roteiro em uma planilha eletrônica a fim de desenvolver a história, que acabou ficando tão grande que chegava a travar seu computador quando ele tentava abrir o arquivo. Barlow mapeou cada personagem envolvido na investigação, incluindo suas vidas pregressas e objetivos. Ele gastou por volta de metade do tempo de desenvolvimento criando documentos detalhados que mapeavam a história e os eventos, também determinando as datas em que as entrevistas policiais ocorreram e o que a suspeita estava fazendo no ínterim. Barlow, assim que determinou mais precisamente o conceito do jogo, garantiu que o roteiro tivesse "camadas de intriga" com o objetivo de deixar o jogador interessado em finalizar a história. Ele frequentemente substituiu palavras no roteiro por sinônimos,dessa forma tendo certeza que alguns dos clipes não estivessem associados com palavras irrelevantes. Barlow evitou temas sobrenaturais, porém percebeu que o roteiro envolveria uma "pequena pontada surreal sonhadora". Ele frequentemente sentiu que estava "muito no momento, escrevendo de dentro das cabeças dos personagens". Barlow achou difícil criar uma ideia original para a história, já que ficção de investigação já tinha sido explorada muitas vezes antes.
Barlow decidiu usar filmagens reais depois de ficar frustrado com seus projetos anteriores, particularmente com o desafio técnico de traduzir a interpretação de um ator para um motor de jogo. Ele decidiu trabalhar com um ator em Her Story, tendo gostado do processo enquanto trabalhava na Climax Studios, embora com um orçamento maior. Barlow entrou em contato com Viva Seifert, com quem tinha trabalhado intermitentemente por um ano em Legacy of Kain: Dead Sun até este ser cancelado. Ele achou que Seifert era "muito boa em pegar uma fala e intuitivamente colocar bastante subtexto em sua interpretação", algo que lhe fez acreditar que ela era "perfeita" para o papel. Barlow enviou um roteiro de trezentas páginas para Seifert quando pediu que ela fizesse um teste, conseguindo reduzi-lo para oitenta ao alterar o tamanho da letra e alguns dos diálogos; ela aceitou o papel. Seifert começou a se sentir pressionada no meio das filmagens ao perceber que "o jogo inteiro está articulando" em sua interpretação. Ela descreveu as gravações como "intensas" e "bastante cansativas", sentindo como se estivesse "sendo sutilmente escrutinada" por Barlow, algo que ajudou em sua performance. Barlow também achou que a intensidade ajudou na interpretação de Seifert, pegando dicas de Hitchcock, que costumava desconsertar seus atores a fim de alcançar a melhor performance possível. Seifert achou que existiam pequenas nuances em sua interpretação que podem ter "adicionado algumas voltas e mais voltas" que Barlow não tinha antecipado.

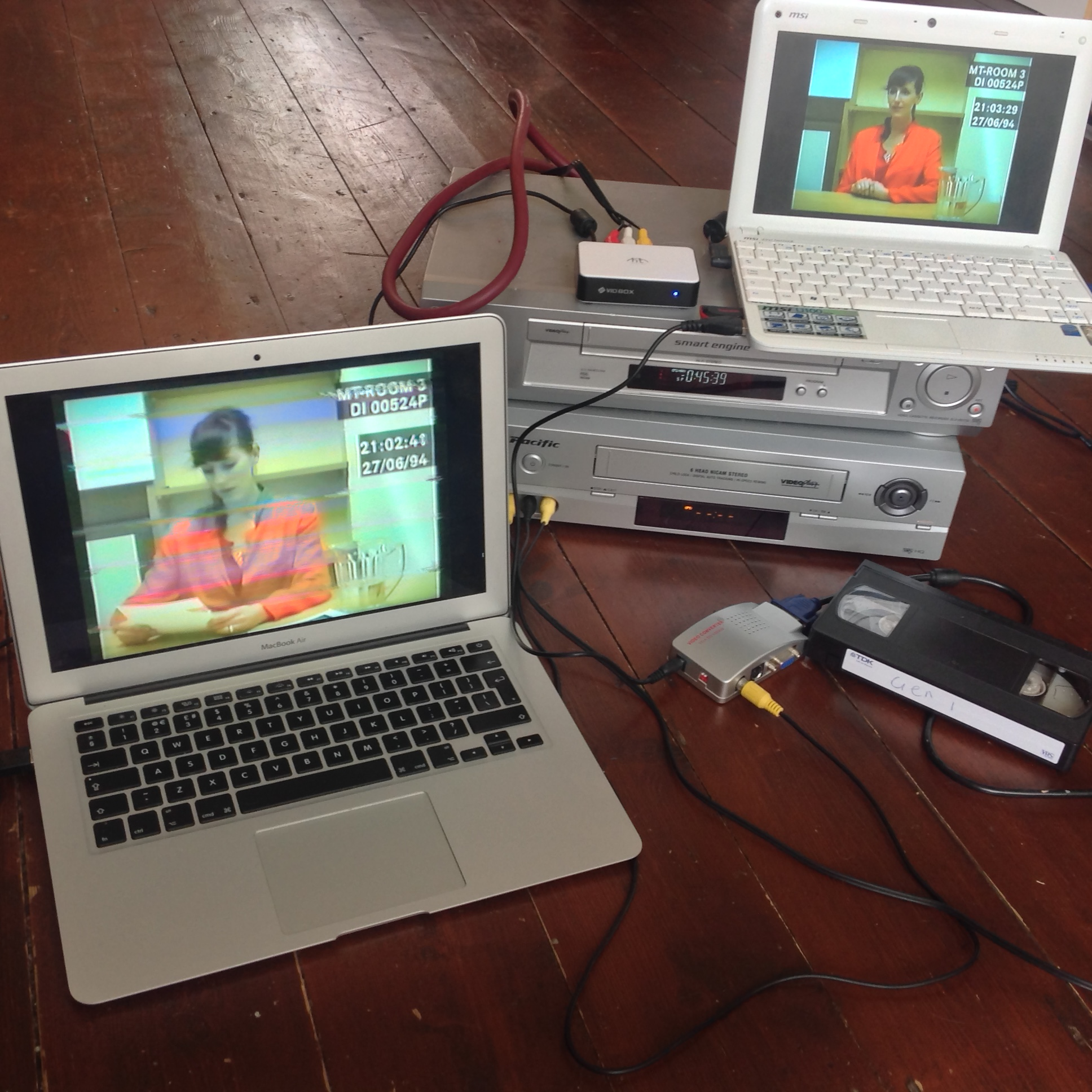
Barlow passou as filmagens através de dois aparelhos VHS antes de implementá-las no jogo. Isto foi feito para que elas representassem corretamente o período temporal desejado de 1994.

As sete entrevistas policiais do jogo foram filmadas mais ou menos em ordem cronológica e no decorrer de cinco dias, um processo que Barlow chamou de "natural". Ele viajou até a casa de Seifert na Cornualha, Reino Unido, para poder realizar as filmagens. Barlow achou que a parte mais simples da produção foi encontrar locações para as salas de interrogatório, pois "todo lugar tem aposentos de visual porcaria", com as filmagens ocorrendo em um prédio municipal da cidade de Truro. Barlow quis passar a impressão de que os vídeos foram gravados em 1994, porém achou que os filtros digitais disponíveis eram incapazes de capturar o período temporal da maneira correta. Em vez disso, depois das filmagens, ele gravou as imagens através de dois aparelhos VHS com o objetivo de criar imperfeições autênticas nos vídeos antes de digitalizá-las outra vez para serem colocadas no jogo.
Barlow interpretou o papel dos detetives durante as filmagens, fazendo as perguntas roteirizadas para Seifert, porém nunca aparece em Her Story. Ele acabou simpatizando com os entrevistados enquanto assistia entrevistas policiais reais, algo que o inspirou a excluir a aparição do detetive no jogo. Barlow afirmou que as entrevistas tipicamente contém uma "dupla traição", em que os detetives tipicamente "fingem ser o melhor amigo". Ele achou que a personagem de Seifert era empoderada pela ausência do detetive, permitindo que os jogadores simpatizassem com ela. Barlow olhou o caso do assassinato de Travis Alexander enquanto realizava suas pesquisas, o que o fez considerar o modo como suspeitas femininas são tratadas em interrogatórios, afirmando que elas "tendem a ser fetichizadas, transformadas em arquétipos mais prontamente". Isto foi provado ainda mais quando Barlow estudou as entrevistas de Casey Anthony e Amanda Knox; ele descobriu que mídia frequentemente ignorou as evidências, focando-se em vez disso nas expressões dos suspeitos Ele realizou mais pesquisas ao estudar textos sobre psicologia e o uso da linguagem.

### Áudio
Barlow procurou músicas que soassem "um pouco fora de época" enquanto buscava pela trilha sonora de Her Story. Ele acabou usando oito faixas do músico Chris Zabriskie, achando que a música deste evocava nostalgia e tinha uma "pegada moderna". Barlow achou que a trilha "destaca o buraco entre o 'mundo falso do computador'" e o mundo real. A "intensidade emocional" dos clipes também influenciou as mudanças musicais em Her Story. Além disso, Barlow tinha a intenção de ter uma canção para Seifert interpretar em alguns dos clipes. Ele escolheu a balada de assassinato "The Twa Sisters", que achou que alimentaria os elementos míticos do jogo. Seifert e Barlow alteraram a canção para que ela se encaixasse na história. O projetista também queria que o desenho sonoro fosse "apenas sobre autenticidade". Ele usou um teclado velho para criar os efeitos sonoros do computador, usando um panning estéreo para que as teclas tivessem a posição correta tridimensional.

## Recepção

### Crítica
Her Story foi muito bem recebido pelos críticos. No agregador de resenhas Metacritic, que cria uma nota a partir de uma média aritmética ponderada, o jogo tem um índice de aprovação de 91/100 para a versão de iOS baseado em dez críticas, indicando "aclamação universal". Já a versão para Microsoft Windows possui uma nota 86/100 baseado em 49 resenhas, indicando "críticas geralmente favoráveis". Suas notas fizeram com que título ficasse entre os vinte melhores jogos tanto para iOS quanto Windows de 2015 pela Metacritic, enquanto a GameRankings coloca Her Story entre os cem melhores jogos de iOS de todos os tempos. O jogo também teve um bom desempenho comercial, vendendo mais de cem mil cópias até meados de agosto de 2015; desse número, por volta de sessenta mil foram vendidas em Windows e os quarenta mil restantes foram para celulares iOS.
Os elogios dos críticos foram direcionados principalmente para a narrativa do jogo, a interpretação de Seifert e as mecânicas de jogabilidade. Brian Albert da IGN afirmou que Her Story era "o jogo mais único que eu joguei em anos", enquanto Steve Burns da VideoGamer.com o nomeou como "um dos melhores e mais interessantes jogos do ano". Adam Smith da Rock, Paper, Shotgun comentou que o título "talvez seja um dos melhores jogos em [full motion video] já feitos". Michael Thomsen do The Washington Post escreveu que Her Story era "uma linda amálgama dos formatos de cinema e jogo eletrônico".
A narrativa foi muito elogiada. Kimberly Wallace da Game Informer escreveu que a apresentação "fragmentada" da história "trabalha à seu benefício". Ela gostou da sutileza da narrativa e a ambiguidade do final. Megan Farokhmanesh da Polygon disse que o jogo "acerta na natureza sombria e voyerista" de um crime verdadeiro. Chris Schilling do The Daily Telegraph ficou impressionado pela coerência da narrativa, "mesmo quando apresentada fora de ordem". Simon Parkin da Eurogamer achou que os efeitos da narrativa eram similares aos melhores suspenses da HBO, particularmente em termos de atenção do público. Stephanie Bendixsen da Good Game ficou decepcionada que os maiores pontos do enredo foram revelados cedo no jogo, porém atribuiu isto para a singularidade da experiência de cada jogador.
A interpretação de Seifert também recebeu muito elogios. Justin Clark da GameSpot achou que a performance "ancorou" todo o jogo. Katie Smith da Adventure Game escreveu que a atriz estava convincente no papel, particularmente nos pequenos detalhes como linguagem corporal, porém ficou incomodada por uma aparente falta de emoção. Wallace fez comentários similares, comentando que Seifert "dominou o papel". Smith da Rock, Paper, Shotgun afirmou que "a coisa toda poderia ruir" sem a interpretação "convincente" da atriz. Albert disse que a atuação era "crível", dizendo que ela era "apropriadamente tanto fundamentada e absurda". Joe Donnelly da Digital Spy escreveu que a interpretação de Seifert tinha o potencial para inspirar o surgimento de jogos similares, enquanto Andy Kelly da PC Gamer comentou que a performance era "contida, realista e complexa". Burns de forma geral ficou impressionado com Seifert, porém encontrou uma "atuação ruim ocasional".
As mecânicas de jogabilidade foram recebidas positivamente. Laura Kate Dale da Destructoid sentiu que o ritmo e a estrutura ajudavam na narrativa, enquanto Wallace achou que encontrar uma conexão entre pontos chave da história era divertido. Burns elogiou a habilidade do jogo de fazer os jogadores perceberem tendenciosidade. Albert escreveu que a ferramente de pesquisa era "gratificante" e que contribuía positivamente para o andamento da narrativa, já Thomsen afirmou que a mecânica do banco de dados criava "lacunas contemplativas entre cenas", permitindo "pungência e poder" dentro da história. Bendixsen descreveu o desktop como "apropriadamente retrô".

### Prêmios
Her Story venceu e foi indicado a vários prêmios. Ele venceu como Jogo do Ano da Polygon e Jogo do Mês pela Rock, Paper, Shotgun e GameSpot. O título recebeu os prêmios de Jogo Revelação no Golden Joystick Awards, Jogo de Estreia e Jogo Inovação no British Academy Games Awards, Jogo Mais Original da PC Gamer e o Grande Prêmio Seumas McNally no Independent Games Festival. Her Story venceu a categoria de Melhor Narrativa e Seifert a de Melhor Interpretação no The Game Awards. Ele venceu Jogo Móvel do Ano na SXSW Gaming Awards, Móvel e Portátil na British Academy Games Awards, Excelência em Inovação e Excelência em História na International Mobile Gaming Awards, Melhor Jogo Emocional Móvel e Portátil no Emotional Games Awards e Melhor Jogo iOS de 2015 pelo The Guardian.